# Комуністична партія Уругваю
Комуністична партія Уругваю (ісп. Partido Comunista del Uruguay, КПУ) — ліва політична партія в Уругваї. Партія входить до Широкого фронту. При партії діє молодіжна організація — Комуністична спілка молоді.

## Історія
Партія була заснована 21 вересня 1920 року лівим крилом Соціалістичної партії Уругваю. Лідером партії став Еухеніо Гомес. В 1921 році партія вступила до Комінтерну.  Липневий пленум Національного комітету КПУ (1955) вибрав генеральним секретарем Р. Арісменді. У 1962 році був створений Лівий фронт визволення (ФІДЕЛЬ), до якого увійшла і КПУ. В 1966 році з ініціативи КПУ створений Національний конвент трудящих, який об'єднав більшість профспілок країни. В лютому 1971 року виник Широкий фронт, в який ввійшла і компартія. В грудні 1973 року після військового перевороту КПУ було заборонено. Після переходу Уругваю до демократії партію було легалізовано.
З 1988 до 1992 року партію очолював Хайме Перес. Потім до 2006 року лідером партії було дочка Роднея Арісменді — Марина Арісменді. 
На президентських виборах 2010 року переміг кандидат від Широкого фронту Хосе Мухіка.

## Відомі члени
- Енріке Аморім — письменник і поет
- Хосе Луїс Массера — математик, політв'язень
- Володимир Рослік[ru] — жертва катувань
- Ана Олівера[es] — мер Монтевідео в 2010—2015 роках.